# 似鲮华鲮
似鲮华鲮（学名：Sinilabeo cirrhinoides）为輻鰭魚綱鯉形目鲤科华鲮属的鱼类。在中国，分布于澜沧江、伊洛瓦底江等。该物种的模式产地在云南元江。體長可達28.5公分。